# Jan Jerzy Radziwiłł
Jan Jerzy Radziwiłł herbu Trąby (ur. 8 stycznia 1588 w Czernawczycach, zm. 18 grudnia 1625 w Trokach) – marszałek Trybunału Głównego Wielkiego Księstwa Litewskiego w 1616 roku, II Ordynat na Nieświeżu oraz kasztelan trocki od 1613.
Syn Mikołaja Krzysztofa zwanego Sierotką, brat: Aleksandra Ludwika, Albrechta Władysława oraz Zygmunta Karola.
Poseł na sejm 1609 roku, sejm 1611 roku.
W 1616 roku wyznaczony został senatorem rezydentem.